# 鬬懷
鬬怀（？—？），芈姓，鬬氏，名怀，中国春秋时期楚国大臣，父蔓成然（鬬成然）。 
鬬成然有德于楚平王，不知节制。与养氏勾结，贪得无厌。楚平王担心。前528年九月初三甲午，楚平王杀鬬成然，灭养氏之族。使其子鬬辛住在郧地，表示不忘鬬氏旧勋。前506年，吴国柏举之战大破楚国，鬬辛的弟弟鬬怀要杀死楚平王的儿子楚昭王报父仇：“平王杀了我父亲，我杀平王的儿子，不也是应该的吗？”被鬬辛阻止。鬬辛就和他弟弟鬬巢护卫着楚昭王逃亡到随国。次年，楚国复国，楚昭王赏赐鬬辛、王孙由于、王孙圉、钟建、鬬巢、申包胥、王孙贾、宋木、鬬怀。令尹子西请楚王不要赏赐鬬怀。楚昭王说：“大德消除了小怨，这是合于正道的（大德灭小怨，道也）。”